# Museo Diacrónico de Larisa
El Museo Diacrónico de Larisa es un museo que está en la ciudad de Larisa, de la región de Tesalia, en Grecia. 

## Historia del museo
El museo se encuentra en un edificio situado al sur de Larisa, en la colina Mazurlo, cuya construcción finalizó en 2006, aunque la inauguración del museo no se produjo hasta 2015. Antes, existía un museo arqueológico en la mezquita Yeni, en el centro de Larisa, pero la falta de espacio suficiente allí y otras deficiencias provocaron la necesidad de construir un nuevo museo. Este primer museo cerró definitivamente sus puertas en 2012.

## Características del edificio
El edificio del museo se encuentra en una colina, en un área circundada por un bosque de pinos. Consta de tres pabellones entre los que hay espacios ajardinados. Uno de los pabellones alberga el área de recepción, un auditorio para eventos, y otros servicios para los visitantes como una tienda y una cafetería. Otro de los pabellones es donde se encuentran las oficinas del Eforado de Antigüedades de Larisa y una biblioteca. El tercer pabellón, más grande, es el que contiene las salas de la exposición permanente, áreas de exposiciones temporales y talleres de conservación.

## Colecciones
La exposición permanente contiene hallazgos de toda la región de Tesalia —sobre todo del área donde se halla Larisa— de periodos comprendidos entre el paleolítico y el siglo XIX. Como introducción, cada una de las once secciones temáticas está representada por un objeto característico de la misma.  

### Secciones prehistóricas

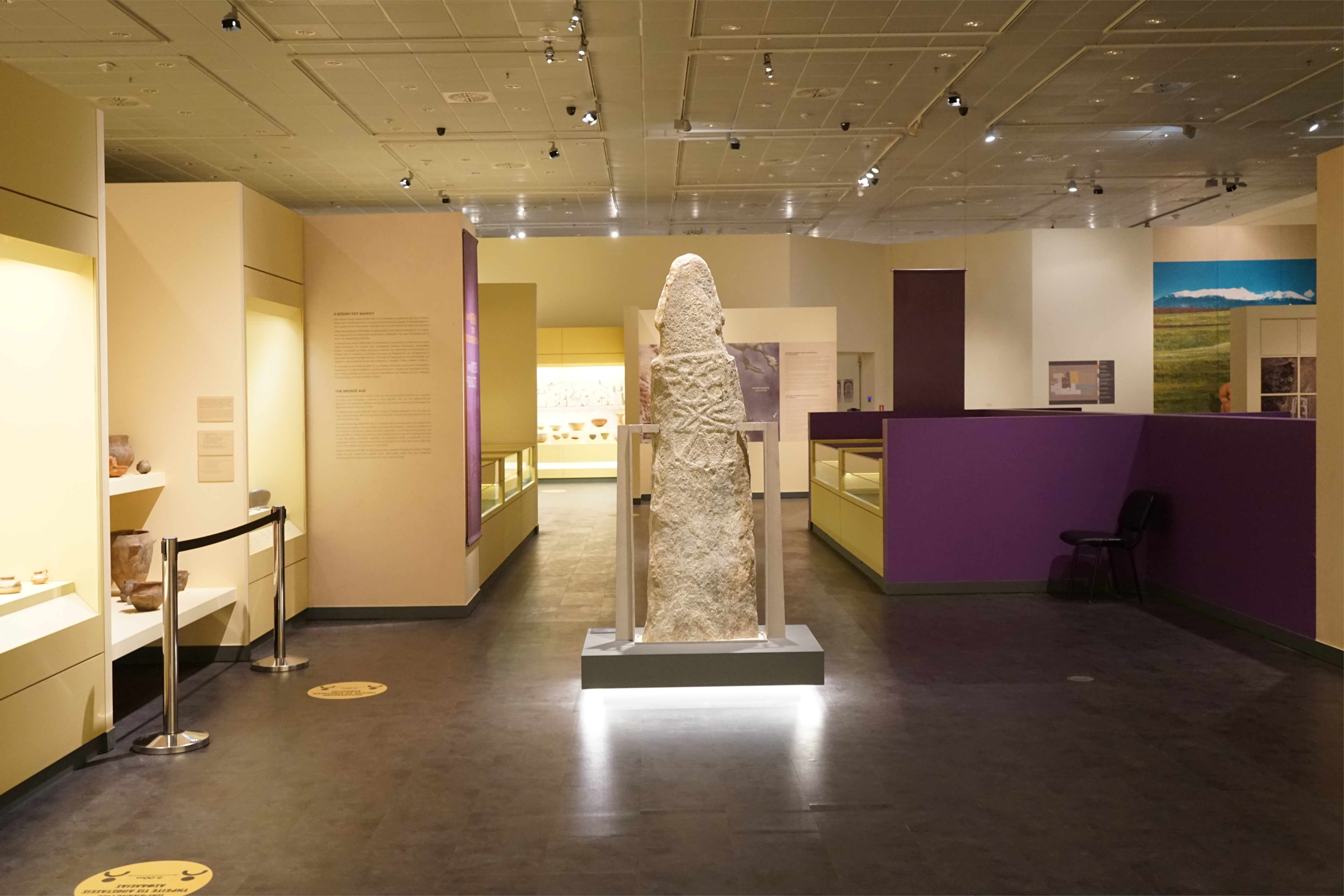
Vista de un sector del museo.

La prehistoria se inicia con una sección del periodo paleolítico, a través de hallazgos como herramientas y huesos de animales. Muy destacada es la siguiente sección, centrada en el periodo neolítico (6500-3300 a. C.), que es muy importante en Tesalia. De este periodo el museo alberga herramientas de hueso y piedra, objetos relacionados con el almacenamiento, la cocina, los tejidos y otras actividades cotidianas, joyas y figurillas antropomorfas y zoomorfas. También se exponen los usos funerarios de este periodo. Es singular una figurilla neolítica que pudo haber sido un colgante en la que se representa una mujer con las piernas abiertas y las rodillas flexionadas, en la llamada «posición del parto». También muy destacable es un conjunto de figurillas de terracota que representan una casa rectangular, sin techo, y una familia y que pudo haber sido una ofrenda fundacional.
La siguiente sección corresponde a la Edad del Bronce. Una pieza importante de ella es una estela de piedra antropomorfa que es uno de los primeros ejemplos conocidos de representar la figura humana de tamaño natural. Se estima que pertenece a la Edad del Bronce temprana. La Edad del Bronce tardía, correspondiente al periodo micénico está representada sobre todo por diversos hallazgos funerarios. Por otra parte la sección de la Edad del Hierro temprana (siglos XI-VIII a. C.) presenta algunos hallazgos procedentes casi exclusivamente de tumbas.

### Secciones de periodos históricos
En las secciones correspondientes a las épocas arcaica y clásica se presentan diversos hallazgos de ciudades como Larisa, Farsalo y Cranón, entre otras. Hay estelas funerarias, armas de hierro, joyas y recipientes de cerámica que proceden de necrópolis. Algunas inscripciones muestran información sobre eventos competitivos, algunos relacionados con los caballos. Hay unidades temáticas sobre los usos funerarios y sobre la vida de las mujeres. En esta última se exhiben estelas funerarias que ilustran aspectos relacionados con el papel de la mujer en el hogar, la familia y el cuidado de los niños, espejos, joyas y píxides, entre otros objetos. También hay ofrendas votivas de santuarios.  
Por otra parte, en las secciones dedicadas al periodo helenístico y a la época romana son destacables los objetos realizados con la llamada «piedra verde de Tesalónica» y algunos retratos de la época imperial. Hay también inscripciones relacionadas con aspectos políticos y objetos relacionados con las divinidades que gozaron de especial veneración en estos periodos. Es singular un recipiente para la fabricación de queso procedente de Farsalo.
De la sección dedicada a los tiempos de los primitivos cristianos son destacables los suelos de mosaicos, la decoración escultórica del templo de San Aquilo —patrón de Larisa— y un anaglifo con decoración vegetal. También hay otros elementos arquitectónicos y artísticos de iglesias, monedas, cerámica y objetos de uso cotidiano.
La sección correspondiente a la época bizantina presenta una serie de relieves, jarrones de vidrio y joyas. También hay retratos de santos que proceden de la comunidad monástica del «monte de las celdas» y una columna inscrita del siglo XI del protospatario Eustaquio. 
A partir del siglo XV, la época otomana se caracteriza por la coexistencia de otomanos, cristianos y judíos y el desarrollo económico de las ciudades. Está representada por iconos, frescos, tesoros monetarios, capiteles y columnas funerarias, entre otros objetos.
|                             |
| Objetos de la época arcaica |

|         |
| Lécitos |

|                         |
| Ánforas de época romana |

|                                                  |
| Mosaico de la época de los primitivos cristianos |